# Maladera rufescens
Maladera rufescens är en skalbaggsart som beskrevs av Anton Franz Nonfried 1894. Maladera rufescens ingår i släktet Maladera och familjen Melolonthidae. Inga underarter finns listade i Catalogue of Life.